# Dissogenes styracia
Dissogenes styracia är en sjöstjärneart som beskrevs av Fisher 1913. Dissogenes styracia ingår i släktet Dissogenes och familjen Ophidiasteridae. Inga underarter finns listade i Catalogue of Life.